# Megachile edentata
Megachile edentata là một loài Hymenoptera trong họ Megachilidae. Loài này được Friese mô tả khoa học năm 1925.